# 의사결정 규범 모델
의사결정 규범 모델이란 브룸과 예튼(Vroom & YettoN)이 1973년 의사결정자로서의 리더의 역할을 주제로 개발한 이론으로서 1988년에 15년간의 연구결과를 종합하여, 이에 대해 브룸과 제이고(Vroom & Jago)가 수정하고 보완한 이론을 일컫는다.

## 역사

### 초기이론
다른 상황이론들과 같이 브룸/예튼/제이고(Vroom/Yetton/Jago)이론도 리더의 행위, 상황변수들, 그리고 결과변수들로 이루어져 있다. 그러나 그 내용을 보면 다른 이론들과 큰 차이가 나타난다.
우선 리더의 행위에 대해서는 의사결정에서 리더가 하급자들을 참여시키는 정도에 따라 다섯 가지로 구분하고 있으며 상황변수들은 리더 자신이나 하급자 특성에 관계된 상황변수들, 의사결정사안의 특성에 관련된 변수들로 이루어진다. 또 결과변수도 의사결정의 질이나 결정수용도(acceptance) 등으로 다른 이론들과는 차이가 난다.

### 인물소개
브룸/예튼의 리더십 의사결정이론은 서술적 부분과 규범적 부분, 두 가지로 나누어져 있다.
서술적 부분은 어떤 개인적 특성 (즉, 개인차)을 갖는 리더가 어떤 상황(상황 속성)에서 하급자들을 얼마나 참여시키는가에 관련된다. 규범적 부분은 특정 상황에서 얼마나 참여시켜야 효과적인 결정을 할 수 있는가와 연관된다. 또한 서술적 부분은 조직 현장에서 관리자들이나 경영자들이 실제로 얼마나 하급자들을 참여시키는 경향이 있는지, 리더의 특성이나 상황의 속성차이에 따라 참여성향이 실제로 어떻게 다르게 나타나는지 등을 다루는 부분이다.
반면에 규범적 부분에서는 누가 얼마나 참여시키는가를 파악하려는 의도가 아니라 의사결정자(관리자, 경영자)들에게 처방(prescription)을 내려주고 (즉, 상황의 속성에 따라 가장 유효한 의사결정방법을 제시하여 주고) 그 처방에 맞게 할 때 가장 효과적인 결과를 얻을 수 있다고 주장한다.
지금까지 브룸/예튼/제이고의 리더십이론에 관해서는 규범적 부분이 크게 부각되어 왔기 때문에 본 이론을 규범이론이라고 규정하는 경우도 있으나 엄격히 말하면 규범 및 서술적 이론이라고 하는 것이 맞다. 아무튼, 브룸/예튼/제이고이론의 규범성은 이 이론이 갖는 하나의 커다란 특성이라는 것만큼은 사실이다. 따라서 이 이론의 규범적 부분에 초점을 맞추어 설명해야 바람직할 것이다.
한 가지 알아두어야 할 것은 브룸/예튼/제이고이론에서는 의사결정사안을 집단문제와 개인문제로 나눈다는 것이다. 하급자가 둘 또는 그 이상이 연관되면 집단문제라고 하고 하급자가 한사람만 연관될 때를 개인문제라고 한다. 여기서는 우선 많이 연구되어 온 집단문제에 대해서 중심적으로 설명한다.

## 참여의 정도
이 이론에서 말하고자하는 참여의 정도(degree of participation)는 타 이론의 리더 행위에 해당한다. 즉, 리더가 의사 결정을 함에 있어 하급자를 참여 시키는 정도를 구분을 해 놓은 것이다. 브룸/예튼/제이고는 아래와 같이 참여 정도를 다섯가지로 나누고 ‘의사 결정과정 또는 방법(Decision Processes or Methods)'이라고 칭한다.

### 순수독단형[A1]
리더 홀로 스스로 문제를 해결하고 의사결정을 내리는 경우이다.

### 참고적 독단형[A2]
리더가 하급자들로부터 단순한 정보를 얻되, 그 이상의 하급자들의 참여 없이 리더 홀로 결정을 내리는 경우. 중요한 것은, 리더가 하급자들로부터 문제를 해결하는데 필요한 정보를 얻기는 하되, 문제를 정의하고, 대안을 발견하고 평가하는 과정에는 하급자들을 참여시키지는 않는다. 따라서 하급자들은 문제에 대해 걱정을 한다던가, 리더와 함께 대안발견을 위해 고민할 필요가 없다.

### 개별참여형[C1]
리더는 관련된 하급자들과 각각 개별적으로 문제를 공유하며 그들로부터 해결책에 대한 아이디어나 제안을 얻되, 하급자들을 한꺼번에 모아 놓고 그룹으로 접촉하지는 않으며, 최종의사결정은 리더가 내린다.

### 집단참여형[C2]
리더가 직면한 문제를 하급자들과 ‘그룹미팅’을 통하여 공유한다. 이 그룹미팅에서 하급자들의 아이디어나 제안들을 얻지만 최종 결정은 리더가 내린다.

### 위임형[G2]
하급자 그룹에게 결정 권한을 위임하는 경우. 리더는 직면한 문제를 하급자들과 그룹으로 공유하며 그들 스스로 대안들을 생각 해내고, 평가해 모종의 해결책에 의견 일치를 보도록 한다.
예를 들어, 의장으로서 회의에서 토의를 주재하고 토의내용이 문제의 영역을 벗어나지 않게 하며 특히 결정적인 안건들이 토의되도록 할 수 있다. 리더는 하급자 그룹에게 자기가 갖고 있는 정보나 아이디어를 제공할 수 있지만, 하급자들로 하여금 자신의 ‘방안’을 따르도록 ‘압력’을 가하지는 않으며 전체 그룹의 지지를 받는 결정에 대하여 리더는 기꺼이 그 결정을 받아들이고 실행에 옮긴다.
리더는 이 다섯 가지 의사결정방법 중 하나를 선택하여 주어진 사안에 대하여 결정을 내리게 되는데 어떤 상황에서 어떤 의사결정과정을 선택해야 더 효과적인가를 제시하는 것이 브룸/예튼/제이고이론의 규범적 부분이다.

## 상황속성
앞서의 다섯가지 의사 결정 방식들 각각 어떤 상황에서 더욱 유효 한가를 밝히는 것이 브룸/예튼/제이고이론의 핵심 이므로 다음에는 의사 결정 상황이 갖는 속성(Situational Attributes)을 구체적으로 분류 할 필요가 있다. 브룸/예튼/제이고는 아래의 표에서처럼 상황을 일곱 가지 속성들로 구분하고 있다.

### 의사결정 질의 속성[6]
| 관련성                        | 상황속성들                            | 질문형식[나=리더]                                                 | 응답형식       |
| ----------------------------- | ------------------------------------- | ----------------------------------------------------------------- | -------------- |
| 의사결정의 질과 관련된 속성들 | 속성A : 의사결정의 질 의중요성        | 의사결정의 질이 중요한 사안인가?                                  | 예 또는 아니오 |
| 의사결정의 질과 관련된 속성들 | 속성B : 문제와 관련된 리더의 정보수준 | 내가 혼자 의사결정을 내리기에 충분한 정보나 지식을 가지고 있는가? | 예 또는 아니오 |
| 의사결정의 질과 관련된 속성들 | 속성C : 문제의 구조화 여부            | 문제가 구조화되어 있는가?                                         | 예 또는 아니오 |

### 의사결정 수용도의 속성[6]
| 관련성                            | 상황속성들                             | 질문형식[나=리더]                                                        | 응답형식       |
| --------------------------------- | -------------------------------------- | ------------------------------------------------------------------------ | -------------- |
| 의사결정의 수용도와 관련된 속성들 | 속성D: 하급자 수용의 필요성            | 결정사항의 효과적 실천을 위해서 하급자들의 결정사항 수용이 필요한가?     | 예 또는 아니오 |
| 의사결정의 수용도와 관련된 속성들 | 속성E: 리더의 독단적 결정의 수용가능성 | 나의 독단적 결정을 하급자들이 수용할 가능성이 있는가?                    | 예 또는 아니오 |
| 의사결정의 수용도와 관련된 속성들 | 속성F: 하급자들의 조직목표 공유여부    | 하급자들이 조직의 목표를 공유하는가?                                     | 예 또는 아니오 |
| 의사결정의 수용도와 관련된 속성들 | 속성G: 하급들간의 갈등 존재여부        | 제시된 대안들에 대하여 하급자들간에 갈등이나 의견의 불일치가 존재하는가? | 예 또는 아니오 |

## 의사결정수(樹: Decision Tree)와 방안

의사결정수와 처방

의사결정의 방법을 다섯 가지로 정의하였다. 그리고 일곱 가지 상황변수를 제시하였으므로 나머지 문제는 이들 상황변수들을 합쳐 각각의 상황에 대해서 적합한 의사결정방식의 방안을 처방하는 것이다.
브룸/예튼/제이고 이론을 만들면서 가장 어려웠던 일은 일곱 가지 상황변수들을 합치는 문제였을 것이다. 일곱개의 상황변수들 각각을 ‘예/아니오’로 이분화하였으므로 이것들을 종합적으로 보았을 때 조합할 수 있는 모든 경우의 수는 128이다. 128가지 경우에 대해 AI~GII 중 어느 것이 효율적인지를 처방해야 한다. 예를 들어, 속성 A~속성 G까지의 모든 질문에 대해 ‘예’라고 대답 가능한 첫 번째 경우는 AI, 그 중 속성 G만이 ‘아니오’인 두 번째 경우에는 AII나 CI 등과 같이 128가지 전부에 대해서 처방을 해야만 하는데 이 방법은 이론적, 현실적으로 큰 의미가 없다. 따라서 이론이 가치가 있고 실제 상황에 쓰일 수 있으려면 128가지 상황을 관리 가능한 숫자로 줄여야 한다.
브룸/예튼/제이고이론은 일곱 가지 규칙들을 적용하여 중복된 경우들을 줄여 나아갔다. 그 결과 128가지 경우를 13가지로 줄였으며 그 13가지 상황을, ‘의사결정수’로 알아보기 쉽게 표현했다. 더불어 일곱 가지 규칙을 적용해서 13가지 조합된 상황 각각에 대한 최적 의사결정방법 처방을 도출했다.
- 리더정보의 규칙 : 의사결정의 질이 매우 중요하고, 문제 해결에 필요한 정보와 전문지식을 리더가 갖고 있지 않을 때 AI방식을 배제한다.[12]
- 목적합치의 규칙 : 의사결정의 질이 매우 중요하고, 하급자들이 자기 이익에 앞서서 조직목표를 달성하기 위해 힘쓰지 않으리라 생각될 때는 GII방식을 배제한다.[12]
- 구조부재의 규칙 : 의사결정의 질이 매우 중요하고 리더에게 문제 해결에 대한 충분한 정보가 없으며, 문제자체도 구조화되어 있지 않을 경우는 AI, AII, CI방식 배제한다.[12]
- 수용의 규칙 : 결정 사항에 대한 하급자들의 수용 실천을 위해 필요하고, 리더의 독선적 결정을 하급자들의 수용여부가 확실치 않을 때는 AI과 AII방식이 배제한다.[12]
- 갈등의 규칙 : 결정 사항에 대한 하급자의 수용 여부가 중요하고, 독선적 결정을 수용할지가 확실하지 않으며 해결책에 대한 하급자들간의 갈등과 의견 불일치가 있을 가능성이 있으면 AI, AII, CI방식은 배제한다.[12]
- 공평성의 규칙 : 의사결정의 질은 중요하지 않치만, 하급자들의 결정사항에 대한 수용정도는 중요하며 독선적 결정을 했을 때, 수용할 가능성이 낮은 경우에는 AI, AII, CI, CII방식은 배제한다.[12]
- 수용우선의 규칙 : 결정 사항에 대한 하급자 수용이 매우 중요하며, 독단적 결정이 수용될 가망이 없지만 하급자들은 조직 목표를 자신의 목표로 공유 하는 경우, AI, AII, CI, CII방식은 배제한다.[12]

## 브룸/예튼/제이고 이론의 개인문제이론
사안에 따라서는 리더를 제외한 하급자들 중 한사람만 관련되거나 혹은 한 사람 밖에 하급자가 없는 경우가 있다. 이 경우 집단 문제모형과 비교하여, 상황변수,의사결정방법 등에서 다소 차이를 보이나, 집단문제모형에서 기본적으로 전제되어있는 배경에는 큰 변화가 없다.

### 순수독단형[A1]
리더가 현재 자신이 가진 정보를 사용하여, 리더가 자기 스스로 문제를 해결하고, 의사결정을 내리는 유형

### 참고적 독단형[A2]
리더가 자신의 하급자들로부터 단순한 정보를 획득하는 대신, 하급자의 참여를 허용하지 않고, 리더가 자신 스스로 결정을 내림. 이때 한가지 짚고 넘어가야 하는 점은, 리더는 하급자들로부터 문제를 해결하기 위한 단순하고, 기본적인 정보를 획득하기는 하지만, 그 이상의 문제 해결과 대안 발견등과 같은 과정에서 그들을 참여시키지는 않는다. 이에 하급자들은 이 문제애 대해 고민하거나, 걱정할 필요가 없는 유형

### 개발참여형[C1]
리더는 하급자와 관련된 문제를 공유하고, 하급자에게부터 아이디어 및 문제의 제안을 획득한다. 그 뒤 결정은 리더가 내린다. 다만 하급자로부터의 제안을 반영 하거나, 하지 않을 수 있는 유형

### 공동결정형[G1]
리더는 자신의 하급자들 중 한 사람과 문제에 대해 공유하고, 분석하고, 자유롭게 아이디어 및 정보를 주고 받는다. 이러한 과정을 통해 만족할 만한 해결책에 도달하고. 이 둘(리더와 하급자)는 동등한 위치에서 자신이 가지고 있는 정보 와 지식에 의거하여, 문제를 해결하는 유형

### 위임형[D1]
리더는 하급자에게 어떠한 문제를 위임하고, 자신이 가지고 있는 모든 정보 및 지식을 준다. 또한 리더로부터 넘겨받은 하급자는 문제 해결에 대한 모든 책임을 지며, 이러한 과정을 통해 내린 결론에 대해 리더는 무조건 지지하는 유형

## 한계
지금까지 브룸/예튼/제이고이론에 대해서 가해진 비판들 가운데 쉽게 그리고 많이 등장한 비판은 ‘이론이 너무 복잡해서 현실적으로 적용이 어렵겠다’는 점이다. 하지만 이러한 비판은 옳지 않다는 지적들이 많다. 가장 중요한 것은 모델 논리가 얼마나 명확하고 이해 가능의 정도이지 내용은 없이 변수 숫자만 적으면 된다는 것이 아니다. 이런 측면에서 브룸/예튼/제이고이론은 어떠한 리더십이론 보다도 큰 타당성과 높은 설명력을 보여주고 있고 이론의 논리가 명확하고 쉽게 다가갈 수 있도록 꼼꼼히 구성되어 있다. 일단 A1~G11를 머리 속에 넣고, 문제 분석의 일곱 규칙만 이해할 수 있으면 어느 의사결정문제에 대해서 최적의 방법의 선택이 가능해진다. 즉, 브룸/예튼/제이고이론의 논리와 현실 적용은 짧은 교육과 훈련을 통해서 습득할 만큼 쉽고 체계적으로 구성된다.
브룸/예튼/제이고모델이 많이 복잡하다고 바판하기 보다는 다른 리더십이론들이 복잡한 문제를 너무 단순히 설명하려 함으로써 현실성을 결여하고 있다고 비판받아야 한다. 마이너는 브룸/예튼/제이고모델의 복잡성과 구체성이야말로 현실 적용가능성을 제공할 수 있다고 평가했다.
유클은 브룸/예튼/제이고이론의 또 다른 한계점을 지적하였다. 첫째, 의사 결정과정이 지나치게 단순하다. 실제 조직에서의 의사결정은 다양한 계층과의 장시간에 걸친 교류 속에서 이루어진다. 둘째, 리더가 현장에서 의사결정방법을 다양하게 사용할 수 있는 능력을 갖추고 있다고 가정하고 있는데 현실은 아니다. 셋째, 브룸/예튼/제이고모델은 종종 리더는 상황 자체를 변화시킬 수 있다는 점을 놓치고 있다.
브룸/예튼/제이고가 제시하는 브룸/예튼/제이고 1973년 모델에 대한 비판은 다음과 같다.

### 처방영역내, 외에서의 차별화 실패
처방영역 내에서의 차별화에 실패하였다, 앞에서 언급했듯이 13개 중 8개 상황에 대한 처방이 한가지 이상의 의사결정 방법들을 포함하고 있는데, 이들 방법간의 우열을 제대로 제시하지 못하고 처방영역내의 방법을 똑같이 유효하다고 간주함으로써, 소위 규범모델이 필수적으로 여기는 규범성의 한계가 드러났다.

### 이분화로 인한 정보획득 실패
처방영역 외에서의 차별화에도 실패하였다. 앞서 처방된 의사결정들 간의 유효성의 차이도 제대로 드러내지 못하고 있고, 또한 어떤 특정 상황에 대하여, 처방되지 않은 의사결정방법의 사용도 또한 모두 동일하게 효과적이지 못하다고 여김으로서, 규범성의 한계를 드러냈다.

### 상황변수들의 미포함
상황속성들을 ‘예/아니오’ 라는 지나치게 단순하게 이분화함으로써, 많은 효과적이고 유익한 정보들을 획득하지 못하고 있다. ‘예/아니오’와 같이 확실하게 응답이 가능한 경우는 많지 않다. 하지만 1973년 론에서 ‘약간 그렇다’,‘그럴 수도 있다’,‘모르겠다’와 같은 모호한 응답을 용납하지 않음으로서, 보다 현실성 있는 상황에 대한 분석이 불가능하고, 시간제약, 하급자의 정보의 수준, 지리적 분산등의 필수적인 정보를 미포함 하였다.

### 지나친 단순화 모델
복잡하고 여러 가지 요인을 지닌 인간현상을 지나치게 단순화한 모델을 가지고 설명하려 했고, 다른 리더십이론들 보다는 복잡할 수 있으나, 현실은 이러한 리더십 이론들 보다 더 복잡한 모델을 요구하고 있다. 다른 리더십이론들보다는 복잡할지 모르지만 현실은 훨씬 더 복잡한 모델을 요구하고 있다.

## 수정 이론
브룸/예튼/제이고의 새로운 이론에서도 과거와 똑같이 AI~GII(개인문제의 경우 AI~DI)를 사용한다. 그러나 그 이외에 있어서는 많은 차이를 보인다.
새로운 모델은 앞서 제시한 1973년 모델의 한계점들을 극복하려는 노력의 산물이었다. 과거의 모델과 비교하여 수정된 모델의 특성들을 요약하면 아래와 같다.

### 상황변수들의 보강
과거의 모델이 일곱 가지 상황변수(속성)들로 구성되었던 반면에 수정된 이론은 다섯 가지 상황변수를 더하여 12개의 상황변수들로 이루어져 있다. 새로 추가된 상황속성들은 하급자의 정보수준, 시간제약, 지리적 분산(하급자들간의 지리적 거리), 시간절약 동기, 그리고 개발동기 등 다섯 가지로 이루어진다.

### 응답형식이 다양화됨
전체적인 상황의 숫자가 급격히 증가하여 더 이상 1973년 모델에서와 같은 방법으로 상황을 줄여서 각 상황에 대하여 처방하기가 어려워졌다. 따라서 수정이론에서는 수학의 함수개념을 넣어서 이 어려운 문제를 해결하는 데 성공하였다.

### 처방의 집중화
수정모델은 1973년 모델과는 다르게 분석된 상황 하나하나에 대해 하나의 의사결정과정만을 처방한다. 후자의 경우, 하나 이상의 과정을 처방하는 예가 많았던 부분을 고려하면 이론의 규범성이 상당히 높아진 셈이다.

### 사례과정의 개발
모델을 이용한 교육&훈련이 가능하도록 PC프로그램(MPO=Managing Participation in Organization)과 사례과정이 개발되어 있다. 물론, 모델을 간소화시켜 바뀐 ‘의사결정수’의 사용도 가능하도록 제시되어 있다.
결론적으로, 1973년 모델과 1988년 수정된 이론은 개념, 이론구성, 연구방법등에 있어 리더십연구에 커다란 기여를 하였다. 적어도 참여의 문제에 있어서는 과학적 타당성과 실천적 유용성에 있어 다른 이론들보다 뛰어난 결과를 보여주고 있다.

## 참고 문헌
- 백기복, 《조직행동연구》, 창민사, 2011
- Vroom, V. H. & Yetton, P. W. 1973. Leadership & Decision Making. The University of Pittsburgh Press